# 圣克鲁瓦德马勒伊
圣克鲁瓦德马勒伊（法語：Sainte-Croix-de-Mareuil，法語發音：[sɛ̃t kʁwa də maʁœj]，意为“马勒伊的圣克鲁瓦”）是法国多尔多涅省的一个市镇，位于该省西北部，属于农特龙区。

## 地理
圣克鲁瓦德马勒伊（45°27'43"N, 0°25'31"E）面积11.93 平方千米，位于法国新阿基坦大区多爾多涅省，该省份为法国西南部内陆省份，是法國本土面积第三大的省，大致对应佩里戈尔地区，北起顺时针与夏朗德省、上维埃纳省、科雷兹省、洛特省、洛特-加龙省、吉倫特省和滨海夏朗德省接壤。
与圣克鲁瓦德马勒伊接壤的市镇（或旧市镇、城区）包括：孔比耶、佩里戈尔地区马勒伊、古-罗西尼奥勒、拉罗什博库尔和阿让蒂讷。

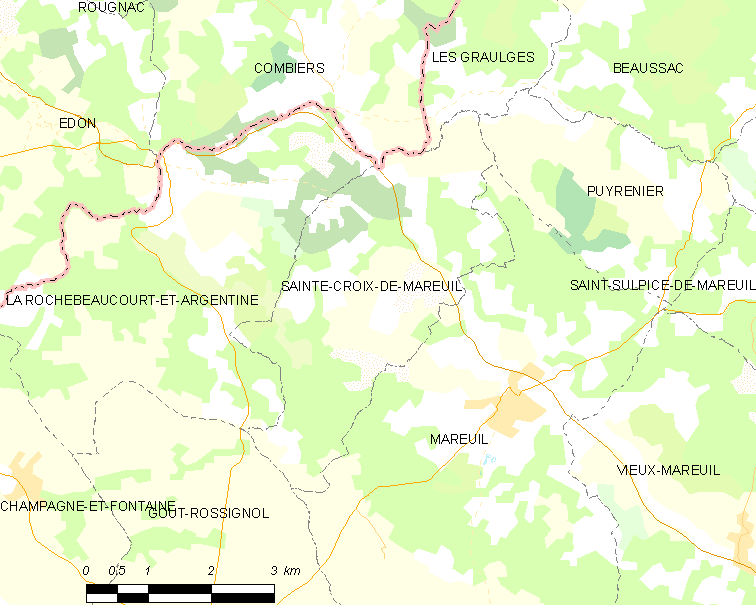
圣克鲁瓦德马勒伊的OSM定位图

圣克鲁瓦德马勒伊的时区为UTC+01:00、UTC+02:00（夏令时）。

## 行政
圣克鲁瓦德马勒伊的邮政编码为24340，INSEE市镇编码为24394。

## 政治
圣克鲁瓦德马勒伊所属的省级选区为佩里戈尔地区布朗托姆县。

## 人口

1962-2008年间圣克鲁瓦德马勒伊人口变化图示

圣克鲁瓦德马勒伊于2022年1月1日时的人口数量为144人。